# Mario Levi
Mario Levi (Estambul, 25 de febrero de 1957-Estambul, 31 de enero de 2024) fue un escritor hispanoturco especializado en novelas de la literatura turca moderna, periodista y académico turco.

## Biografía
Mario Levi nació en el seno de una familia judeoturca sefardí. Luego de terminar sus estudios secundarios en el Liceo Francés Saint Michel de Estambul en 1975, ingresó a la Universidad de Estambul para estudiar Lengua y Literatura Francesa, donde se graduó en 1980. Sus primeros artículos literarios fueron publicados en el periódico Şalom. Posteriormente y una vez que obtuvo cierta notoriedad en el medio literario de su ciudad natal, sus escritos también fueron publicados en otros medios de la prensa turca, tales como  Cumhuriyet, Studyo Imge, Milliyet Sanat, Gosteri, Argos, Gergedan y Varlik.
Su primera obra publicada fue el libro Jacques Brel: Un Hombre Solitario (1986), la cual es una versión novelizada de su propia tesis de grado  universitaria. En 1990 publica No poder ir a una ciudad, una colección de cuentos cortos que lo hizo merecedor del Premio Haldun Tener de literatura. Una década después, en 2000, publica la novela Estambul era un cuento, primera obra de su autoría traducida al español que trata sobre tres generaciones judías viviendo en dicha ciudad turca y que le hizo ganar el Premio Yunus Nadi.
Luego de poder demostrar que es descendiente de una familia de judíos expulsados de España a partir de 1492, obtuvo la nacionalidad española de acuerdo a lo dispuesto en legislación de dicho país en la Ley de nacionalidad española para los sefardíes. En 2023, anunció que estaba terminando de escribir su obra Morir es nada, su primer cuento escrito originalmente en judeoespañol (o ladino) y que narra la historia de las familias judías expulsadas que fueron recibidas por el Imperio otomano.
Además de escribir en turco, francés y ladino, sus obras han sido traducidas al inglés, alemán, italiano y español.

## Obras
- 1986: Bir Yalnız Adam: Jacques Brel (Jacques Brel: Un Hombre Solitario)
- 1990: Bir Şehre Gidememek
- 1991: Madam Floridis Dönmeyebilir
- 1992: En Güzel Aşk Hikâyemiz
- 1999: İstanbul Bir Masaldı. (español: Estambul es un cuento)
- 2005: Bir Yaz Yağmuruydu
  - Lunapark Kapandı
- 2009: Karanlık Çökerken Neredeydiniz.

## Premios
- 1990, Premio Haldun Taner de relato breve
- 2000, Premio Yunus Nadi